# (500413) 2012 TA115
(500413) 2012 TA115 es un asteroide perteneciente al cinturón de asteroides, descubierto el 11 de noviembre de 2007 por el equipo del Mount Lemmon Survey desde el Observatorio del Monte Lemmon, Arizona, Estados Unidos.

## Designación y nombre
Designado provisionalmente como 2012 TA115.

## Características orbitales
2012 TA115 está situado a una distancia media del Sol de 3,077 ua, pudiendo alejarse hasta 3,126 ua y acercarse hasta 3,028 ua. Su excentricidad es 0,015 y la inclinación orbital 7,434 grados. Emplea 1971,94 días en completar una órbita alrededor del Sol.
Los próximos acercamientos a la órbita de Júpiter se producirán el 12 de mayo de 2083 y el 19 de octubre de 2142, entre otros.

## Características físicas
La magnitud absoluta de 2012 TA115 es 16,5.